# Adnan Çolak
Adnan Çolak (* 5. September 1967) ist ein türkischer Serienmörder, der in Dörfern der Provinz Artvin im Zeitraum vom 16. Oktober 1992 bis zum Jahre 1995 elf Personen, darunter drei ältere und zwei jüngere Ehepaare und eine alleinstehende 70-jährige Frau, ermordete. Çolak machte sich mehrfach der Vergewaltigung seiner weiblichen Opfer und in einem Fall auch einer Tochter seiner Opfer schuldig. Er gehört zu den bekanntesten Serienmördern der Türkei.
Adnan Çolak wurde unmittelbar nach einer detaillierten Aussage einer Frau gefasst, die Çolak überfallen und für tot gehalten hatte. Er war bei der Festnahme 28 Jahre alt und arbeitete als Schäfer in der Umgebung. Çolak war Vater dreier Kinder.
Aus Sicherheitsgründen wurde das Verfahren nach Zonguldak verlegt und dort vor der 1. Großen Strafkammer von Zonguldak verhandelt. Vor Gericht machte Adnan Çolak sehr widersprüchliche Angaben. Das Verfahren dauerte fünf Jahre. Das Gericht verurteilte ihn schließlich am 23. Juni 2000 sechsmal zum Tode und zu einer erschwerten Haftstrafe von 112 Jahren.
Die türkische Presse nannte ihn „das Monster von Artvin“. Seine Taten wurden in Romanform veröffentlicht.